# Pedicularis armata
Pedicularis armata är en snyltrotsväxtart som beskrevs av Carl Maximowicz. Pedicularis armata ingår i släktet spiror, och familjen snyltrotsväxter. Utöver nominatformen finns också underarten P. a. trimaculata.